# Hastings Lees-Smith
Hastings Bertrand Lees-Smith (ur. 6 stycznia 1878, zm. 18 grudnia 1941) – brytyjski polityk, członek Partii Liberalnej i Partii Pracy, minister w drugim rządzie Ramsaya MacDonalda.
Pochodził z rodziny wojskowej – jego ojciec był majorem Królewskiej Artylerii. Hastings kształcił się w Aldenham School, w Royal Military Academy w Woolwich oraz w Queen’s College na Uniwersytecie Oksfordzkim. W 1906 r. został wykładowcą administracji publicznej w London School of Economics. W latach 1907–1909 był przewodniczącym Komitetu Wykonawczego oksfordzkiego Ruskin College. W 1909 r. wyjechał do Indii, gdzie wykładał ekonomię w Bombaju. Po powrocie napisał Studies in Indian Economics.
W styczniu 1910 r. został wybrany liberalnym deputowanym do Izby Gmin z okręgu Northampton. W 1918 r. wystartował w wyborach w okręgu Don Valley, ale wybory te przegrał. Startował w nich jako niezależny radykalny deputowany. W 1919 r. wstąpił do Partii Pracy. W 1922 r. wygrał wybory w okręgu Keighley i powrócił do Izby Gmin. Zajmował się głównie bankowością oraz reformą Izby Lordów. Temu zagadnieniu poświęcił kilka opracowań, m.in. Second Chambers in Theory and Practice z 1923 r.
Lees-Smith przegrał przedterminowe wybory 1923 r. z kandydatem liberałów. Z tego powodu nie otrzymał stanowiska w pierwszym laburzystowskim gabinecie, który powstał w styczniu 1924 r. Spadające notowania Partii Liberalnej umożliwiły Leesowi-Smithowi „odzyskanie” miejsca w okręgu w wyborach 1924 r. Po powrocie Partii Pracy do władzy w 1929 r. został poczmistrzem generalnym. W marcu 1931 r. został przewodniczącym Rady Edukacji. W sierpniu 1931 r. sprzeciwił się decyzji MacDonalda o powołaniu rządu narodowego i wraz z większością laburzystowskich deputowanych przeszedł do opozycji.
Podobnie jak większość opozycyjnych laburzystów również Lees-Smith przegrał wybory 1931 r. Miejsce w parlamencie odzyskał w 1935 r. Należał do grona czołowych polityków Partii Pracy, ale nie został powołany do rządu wojennego Churchilla w 1940 r. Jako jedyny z prominentnych laburzystów niepiastujący żadnego stanowiska rządowego został Liderem Opozycji i przewodniczącym Parlamentarnej Partii Pracy. Pozostał na tych stanowiskach aż do swojej śmierci w 1941 r.